# Moscovita
La moscovita es un mineral del grupo de los silicatos, subgrupo filosilicatos y dentro de ellos pertenece a las micas alumínicas. Químicamente es un aluminosilicato de potasio y aluminio, que puede llevar magnesio, cromo y una gran variedad de otros elementos en sus numerosas variedades.
Es la especie más común del grupo de las micas, es conocida como mica blanca o mica potásica por el color plateado y su brillo nacarado. Presenta un hábito laminar, en cristales tabulares de contorno hexagonal o en láminas flexibles y elásticas.
Se le puso nombre en 1850 por Moscovia, antiguo nombre de una provincia rusa, donde grandes cristales de este mineral se empleaban como sustituto del vidrio en ventanas, al que llamaban "cristal de Moscovia". Un sinónimo en español muy poco usado es Antonita.

## Variedades principales

### Alurgita
K2(Mg,Al)4-5(Al,Si)8O20(OH)4
Variedad de moscovita de color púrpura. Fue clasificada en 1959 como una variedad intermedia entre leucofilita y moscovita

### Astrolita
Moscovita en hábito de agregados esféricos, compuestos de cristales tabulares en disposición radial.

### Oellacherita
(K,Ba)(Al,Mg)2[(OH)2|AlSi3O10]
Variedad de moscovita enriquecida en bario. Se describió por primera vez en Trento (Italia). Otras variedades relacionadas con ésta son la bario-cromo-moscovita y la bario-vanadio-moscovita, enriquecidas en los metales con las que se nombran.

### Chacaltaíta
Variedad verde de moscovita, parecido al verde de la clorita. Nombrada así al ser encontrada por primera vez en la mina de Chacaltaya, en el Departamento de La Paz (Bolivia).

### Damourita
Variedad de color verdoso claro o rojizo claro, descrita por primera vez en 1845. Se caracteriza por ser de grano muy fino, por lo que tiene un aspecto masivo más que el típico laminar de las micas, a menudo incluso apariencia fibrosa cuando los cristales se orientan en la misma dirección.

### Fuchsita o cromo-moscovita
K(Al,Cr)2AlSi3O10(OH,F)2

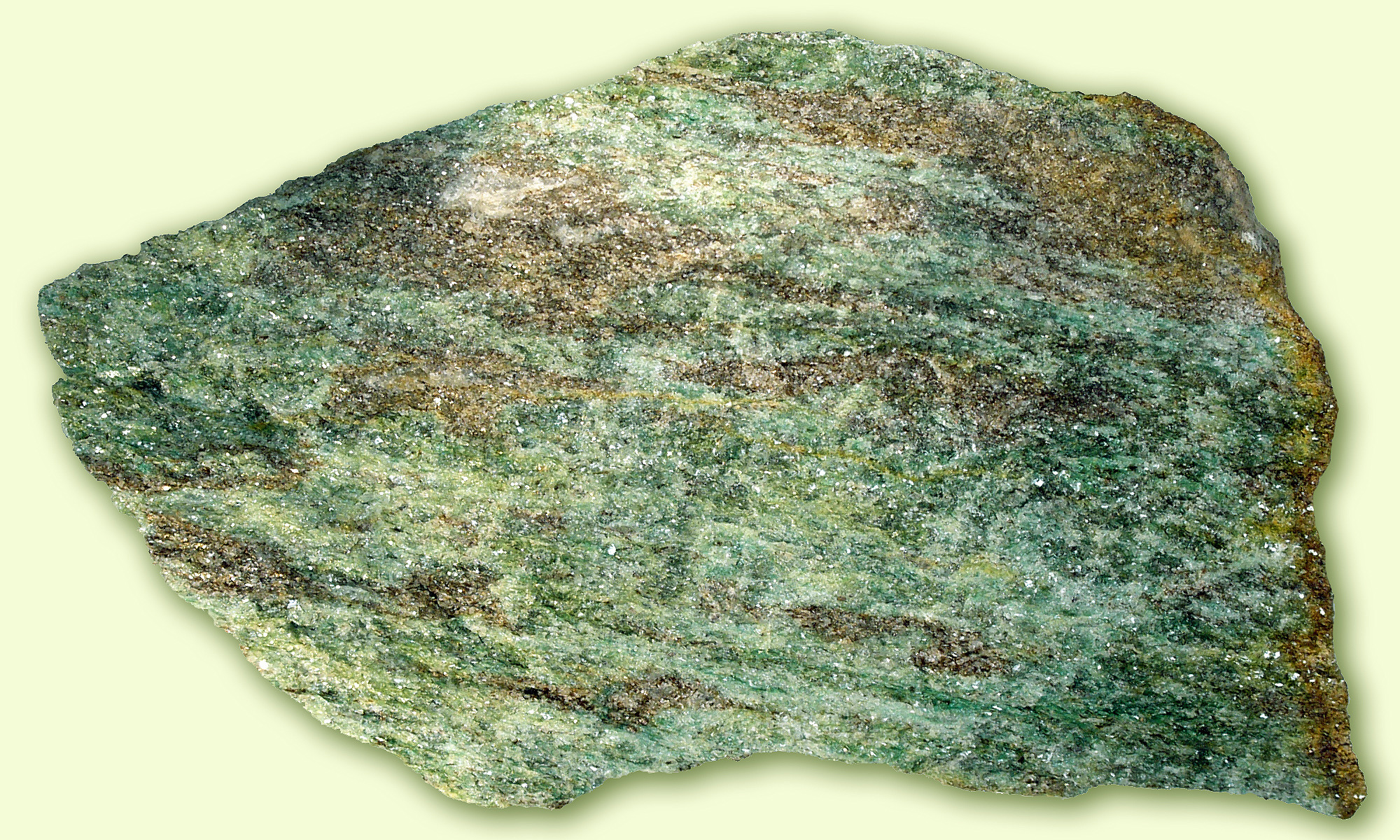
Fuchsita.

La fuchsita es una variedad de la moscovita, es de color verde por su alto contenido en cromo —en la estructura cristalina el aluminio es sustituido por cromo trivalente—. Originalmente descrita en Tirol (Austria), es la variedad más común —después de la moscovita normal— con amplia distribución por todo el mundo.  El nombre procede del químico y mineralogista alemán Johann Nepomuk von Fuchs.

### Verdita
Es una variedad de fuchsita comercializada como piedra ornamental, originaria de Sudáfrica, que en realidad es una fuchsita con impurezas de albita, cloritas, corindón, diáspora, margarita, cuarzo, rutilo y talco.

### Gilbertita
Variedad compacta de moscovita, encontrada en Centroeuropa y algunas otras localizaciones.

### Litio-moscovita
Variedad con litio y hábito típico de las micas.

### Fengita
K(Al,Mg)2(Al,Si)4O10(OH)2
La fengita es la variedad de moscovita enriquecida en silicio.

### Mariposita
K(Al,Cr)2(Al,Si)4O10(OH)2
Se denomina así a una variedad de fengita de color verde, por tener en su composición cromo en lugar de magnesio. Se puede considerar el equivalente a una fuchsita enriquecida en silicio. Se nombró por ser descubierta en la mina Mariposa de California (Estados Unidos).

## Ambiente de formación
La moscovita es componente mineral primario en muchas rocas ígneas de tipo ácido, como en granitos y pegmatitas. Los mayores cristales aparecen en pegmatitas.
También se halla en rocas metamórficas como gneises, pizarras, micacitas, corneanas, así como en sus correspondientes rocas sedimentarias detríticas, como las areniscas, argilitas, etc.
Minerales que aparecen típicamente asociados a la moscovita son el cuarzo, feldespatos, berilo y turmalina.

## Localización, extracción y uso
El mineral de moscovita es muy común en minas de todo el mundo, si bien son notables los yacimientos de India, Pakistán, Brasil y muchas localidades de Estados Unidos. En España las minas más importantes son las de Garcirrey (Salamanca).
Se emplea como material aislante eléctrico en aparatos eléctricos, por sus excelentes propiedades dieléctricas y de resistencia al calor. La moscovita laminar se utiliza en puertas de hornos y estufas, como aislante térmico incombustible.
También se usa como aditivo en la elaboración de papel, en forma de polvo de mica junto con aceite, para impresión de tejidos, como lubrificante y como absorbente de la nitroglicerina.
Para los coleccionistas no es un mineral importante aislado, pero asociado a otros minerales les proporciona una gran belleza que aumenta su valor.